# حالة قاعية

مستويات طاقة إلكترون في أحد الذرات : الطاقة القاعية هي أقل طاقة للإلكترون، وعند إثارة الإلكترون (باكتسابه طاقة من الخارج) فإنه يقفز إلى مستوى طاقة أعلى، ويصبح في حالة إثارة. (ولا يستقر الإلكترون في حالة إثاره طويلا فسرعان ما يفقد الطاقة التي اكتسبها ويهبط إلى الحالة الأرضية المستقرة).

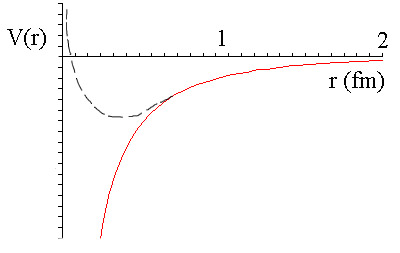
بئر جهد التآثر بين جسمين. المحور الأفقي يعطي المسافة بين الجسمين والمحور الرأسي يعطي طاقة أحد الجسيمات. في حالة الذرة يكون الإلكترون مربوطا بالنواة ويدور حولها (فهو في بئرها) ويتخذ الحالة القاعية في البئر. وإذا اكتسب طاقة من الخارج فهو يصبح في حالة إثارة (أي يعلو داخل البئر) .وإذا كانت طاقته عالية وكافية فهو يخرج من البئر ويصبح حرا طليقا.

حالة قاعية أو الحالة الدنيا في ميكانيكا الكم هي أقل حالة للطاقة في نظام كمومي (مثل الذرة) تستقر فيه . وتسمى طاقة الحالة القاعية للنظام بأنها طاقة نقطة الصفر . وتختلف عنها حالة إثارة وهي أي حالة تكون فيها طاقة النظام أعلى من طاقة الحالة القاعية . وتسمى الحالة القاعية في نظرية المجال الكمومي حالة طاقة الفراغ  . الحالة القاعية للإلكترون في الذرة هي مستوى أدنى طاقة له؛ يعود إليها دائما ويستقر فيه.
والحالة القاعية توجد في نظام عادة كحالة منفردة . ولكنه توجد أنظمة أيضا تتواجد فيها عدة من الحالات الأرضية ويسمى ذلك انفطار ، وهو انقسام أو تفرع للحالة الأرضية . وتوجد أنظمة تحوي انفطارا لحالة الطاقة القاعية. ومنها ذرة الهيدروجين . وتظهر تلك الحالات وهي تعني حالات الإلكترون الذي يدور حول النواة الذرية عند تسليط مجال مغناطيسي أو مجال كهربائي عليها .
وتظهر حالات أنفطار مستويات الطاقة للإلكترون بتسليط مجال مغناطيسي في تجارب تأثير زيمان ، وتظهر حالات الانفطار عند تسليط مجال كهربائي على المادة في تجارب تأثير شتارك.
وطبقا للقانون الثالث للترموديناميك يتخد النظام الحالة الأرضية عند درجة حرارة الصفر المطلق (نحو 273 تحت الصفر) ، وتكون أنتروبيته معتمدة على انفطار حالته القاعية.
تكون الذرات في معظم المواد الصلبة مرتبة في بلورات نموذجية (لا انحراف فيها) ، ولها حالة أرضية واحدة، وتكون انتروبيتها مساوية للصفر عند درجة حرارة الصفر المطلق ذلك لأن لوغاريتم 1 يساوي صفر.

## أمثلة

الدالة الموجية الابتدائية للأربعة حالات (الطاقة) الأولى لجسيم يتحرك حركة احادية البعد في صندوق.

تركيب الذرة طبقا ً لموديل بوهر

- الدالة الموجية لحالة جسيم في الحالة الأرضية يتحرك في صندوق أحادي البعد تكون على شكل نصف موجة جيبية وتبلغ قيمتها عند جانبي الصندوق صفر . وتصف المعادلة طاقة الجسيم :

{\displaystyle {\frac {h^{2}n^{2}}{8mL^{2}}}}
حيث:
h ثابت بلانك
m كتلة الجسيم
n حالة الطاقة ،(n = 1 هنا تؤول إلى الحالة القاعية )
L اتساع الصندوق .
تتزايد طاقة الإلكترون في الصندوق على طفرات كمومية من الحالة 1 (الأرضية) إلى الحالة 2 ثم إلى 3 ، وهكذا . وتتسم تلك الحالات بالآتي، الحالة 1 : نصف موجة، الحالة 2 : موجة كاملة، والحالة 3 : موجة ونصف، والحالة 4 : موجتين . وتسمى حالات كمومية لأنها تتزايد أو تتناقص على قفزات من النصف موجة إلى موجة إلى موجة ونصف إلى موجتين وهكذا .ولا توجد حالات تكون فيها الطاقة مساوية لثلث موجة أو لموجة وربع أو موجة وخمس، فتلك الحالات ممنوعة طبقا لميكانيكا الكم .
- الدالة الموجية للحالة الأرضية لذرة الهيدروجين هي عبارة عن توزيع كروي متناظر حول النواة ، وتتسم بنهاية عظمى على بعد من النواة مساويا نصف قطر بوهر ، وتتناقص طبقا لدالة أسية للأساس الطبيعي e .

تسمى تلك الدالة المدار الذري الأول . وبالنسبة للهيدروجين، فتبلغ طاقة الإلكترون الموجود في الحالة الأرضية −13.6 إلكترون فولت.
- يلاحظ أن طاقة الإلكترون سالبة، وذلك لاعتباره طبقا لهذا النموذج بأنه مربوط في حفرة أو بئر، والتصور هو أن الإلكترون يكون مرتبطا بالنواة طالما هو موجود في البئر التي تمهده النواة له . فإذا أردنا تحرير الإلكترون من بئر النواة فلا بد من إعطائه من الخارج طاقة قدرها 13.6 إلكترون فولت بحيث يعلو في البئر حتى يصل إلى حافته ويصبح حرا عندئذ تكون طاقته صفرا. فإذا قمنا بتسريعه (بواسطة مجال كهربي مثلا) تبدأ طاقته تزيد مثلا من 001و0 إلى 0011و0 إلى 0012و0 إلكترون فولت وهكذا.

## اقرأ أيضا
- إثارة الإلكترون
- مبدأ أقل طاقة
- ميكانيكا الكم
- حالة إثارة
- تموج كمومي
- مبدأ عدم التأكد
- تحلل ألفا

## وصلات خارجية
- ميكانيكا الكم (موسوعة ستانفورد للفلسفة)
- ميكانيكا الكم
- كل شيء تريد معرفته عن العالم الكمومي — من مجلة العالم الجديد.
- تطورات جديدة في فهم العلاقة بين الفيزياء الكلاسكية-الكمومية
- مجموعة دروس قابلة للتنزيل حول ميكانيك الكم
- “Quantum Trickery: Testing Einstein's Strangest Theory,” نيويورك تايمز, 27 ديسمبر، 2005.
- محاضرات ثلاث لهانز بيثي